# チック・スタル
チャールズ・シルヴェスター・"チック"・スタル（Charles Sylvester "Chick" Stahl, 1873年1月10日 - 1907年3月28日）は、アメリカ合衆国
インディアナ州ウェスト・バーデン・スプリングス出身のプロ野球選手（外野手）。左投げ左打ち。

## 経歴
1897年、ボストン・ビーンイーターズでデビュー。
彼の巧打を表す逸話として、1897年には1試合6安打を達成、1903年のワールドシリーズでは三塁打を3本も放った、などがある。
1901年、ボストン・アメリカンズに移籍。1906年、ジミー・コリンズの後を継いで選手兼任監督となる。
1907年3月28日、シーズン前のスプリングトレーニング中にフェノールを飲んで自殺した。動機は不明である。チームメイトの数人に「少年達よ、私はそれを助けることが出来なかった。それは私の気持ちを駆り立てた」と最期の言葉を語った。それが正確に何を指しているのか未だに謎のままである。1908年の新聞は、スタルは監督として友人のコリンズをチームから放出しなければならなくなったため落胆していたと主張している。
1907年のシーズン開始前、スタルの後を継いでサイ・ヤングが監督に就任した。コリンズは同年6月にフィラデルフィア・アスレチックスにトレードされた。